# Bataille de Corrin
La bataille de Corrin est un événement de l’univers de fiction de Dune qui se déroule autour de la planète éponyme.
Cette bataille est la dernière du Jihad butlérien et oppose donc l’Humanité, menée par la Ligue des Nobles, aux dernières machines pensantes de l'Omnius retranché sur son ultime monde synchronisé.
Ayant reconquis la quasi-totalité de l’empire synchronisé grâce à son armada, et à la contre-attaque « surprise » du stratège et Bashar suprême Vorian Atréides, les hommes assiègent les machines, alors concentrées sur les anciens mondes centraux. Le robot indépendant Érasme est également présent, agissant, lorsqu’il n’est pas occupé avec ses propres expériences tel que Gilbertus Alban (premier Mentat), comme à son habitude en tant que conseil du suresprit robotique. Le déroulement de cette bataille fait l’objet du roman La Bataille de Corrin de Brian Herbert et Kevin J. Anderson, placé avant le cycle original de Frank Herbert.
Afin d’empêcher l’inévitable attaque humaine, Érasme conseille à Omnius de placer autour de la planète des vaisseaux retenant en otages les esclaves humains des machines pensantes, plaçant alors les Hommes devant un dilemme : risquer de laisser s’échapper le fléau robotique ou tuer les otages.
Dans cette situation, Abulurd Harkonnen refusa les ordres de Vorian Atréides. Le Bashar suprême préfère risquer de tuer les otages, en espérant un bluff de la part des machines, plutôt que de laisser planer la menace robotique sur le reste de l’Humanité. C’est ce refus du jeune Harkonnen, considéré comme une véritable lâcheté au contraire des actes déshonorés à tort de son aïeul Xavier Harkonnen, qui fera porter l’opprobre sur ce nom, et dirigera ses descendants vers une voie plus sombre encore.
À la suite de cette victoire, Faykan Butler alors Vice-roi et Grand Patriarche changera de nom pour Corrino, marquant la naissance de la Maison Corrino.